# SMS V 99
V 99 – niemiecki niszczyciel z okresu I wojny światowej. Trzecia jednostka typu B 97, podobnie jak V 100 zbudowana w stoczni AG Vulcan, a nie Blohm & Voss i w związku z tym minimalnie różniąca się rozmiarami i wypornością od pozostałych jednostek tego typu. Okręt wyposażony w cztery kotły parowe opalane ropą. Zapas paliwa 527 ton. 17 sierpnia 1915 roku zatopiony na Bałtyku przez jednostki rosyjskie.
Niszczyciele typu B 97: B 97, B 98, V 99, V 100, B 109, B 110, B 111, B 112